# Frații (film din 1971)
Frații este un film românesc din 1971 regizat de Mircea Moldovan și Gică Gheorghe. Rolurile principale au fost interpretate de actorii Ilarion Ciobanu, Emanoil Petruț și George Calboreanu.

## Rezumat
Dramă psihologică și socială, în mediul rural din zona subcarpatică a Munteniei. Conflictele de familie și cele de mentalitate vor să dea relief peisajului uman și intenției de descriere a moravurilor și ambianței satului colectivizat.

## Distribuție
Distribuția filmului este alcătuită din:
- Ilarion Ciobanu — Ilarion, președintele C.A.P.-ului
- Emanoil Petruț — Trandafir, fratele lui Ilarion, tractorist, condamnat la un an de închisoare pentru furt
- George Calboreanu — nea Vasile, meșter olar, țăran pensionar
- Ștefan Mihăilescu-Brăila — Duță, cumnatul lui Ilarion, tatăl lui Vasilică, păzitorul ciurdei de vaci a satului
- Draga Olteanu-Matei — Rafira, sora lui Ilarion, soția lui Duță (menționată Draga Olteanu)
- Dem Rădulescu — Popic, contabilul C.A.P.-ului (menționat Dem. Rădulescu)
- Dumitru Furdui — Traian, fiul lui nea Vasile, membru al consiliului de conducere al C.A.P.-ului
- Violeta Andrei — Alina, asistentă medicală, logodnica lui Traian
- Nicolae Neamțu-Ottonel — bătrânul Ilarion, tatăl fraților Ilarion și Trandafir
- Mihai Mereuță — Sofron, membru al consiliului de conducere al C.A.P.-ului
- Florina Cercel — Floarea, soția lui Trandafir
- Jana Gorea — Ileana, soția lui Ilarion
- Haralambie Polizu — moș Triest, țăranul pensionar care vorbește limba franceză
- Gheorghe Cărare
- Gheorghe Naghi — inspector 2
- Constantin Dinischiotu — inspector 1
- Dem Niculescu — inginerul șef al C.A.P.-ului (menționat Dem. Niculescu)
- Dumitru Dimitrie
- Petre Gheorghiu-Goe — membru al consiliului de conducere al C.A.P.-ului
- Valeriu Buciu
- Costin Prișcoveanu
- Hora Sârbu — Dorina, fiica lui Ilarion
- George Calboreanu jr.
- Alexandru Azoiței
- Ion Besoiu — medicul comunei
- Julieta Strîmbeanu — ospătărița de la bodega satului
- Mircea Moldovan — preotul din autobuz (nemenționat)
- Matei Alexandru — membru al consiliului de conducere al C.A.P.-ului (nemenționat)
- Alexandru Lungu — membru al consiliului de conducere al C.A.P.-ului (nemenționat)

## Primire
Filmul a fost vizionat de 1.861.910 spectatori de spectatori în cinematografele din România, după cum atestă o situație a numărului de spectatori înregistrat de filmele românești de la data premierei și până la data de 31 decembrie 2014 alcătuită de Centrul Național al Cinematografiei.